# استالینگبورو
استالینگبورو (به انگلیسی: Stallingborough) یک روستا و محله مدنی در بریتانیا است که در North East Lincolnshire واقع شده‌است. استالینگبورو ۱٬۲۳۴ نفر جمعیت دارد.